# Ruhwinkel
Ruhwinkel ist eine Landgemeinde im Kreis Plön in Schleswig-Holstein.

## Geografie

### Geografische Lage
Das Gemeindegebiet von Ruhwinkel erstreckt sich im Westen der Großlandschaft Schleswig-Holsteinisches Hügelland inmitten des Städtevierecks Kiel–Plön–Bad Segeberg–Neumünster (im UZS von Norden nach Westen). Die Landeshauptstadt Kiel befindet sich in etwa 30 Kilometer Entfernung; in die weiteren genannten Orte sind es rund 20 Kilometer. Landschaftlich prägend für die Gemeinde ist das Wankendorfer Seengebiet in der Bornhöveder Seenkette. Daneben grenzen im Osten der Bornhöveder See, der Schmalensee und der Belauer See sowie im Norden der Schierensee unmittelbar an das Gemeindegebiet. Die nördliche Gemeindegrenze zu Wankendorf verläuft in Teilen längs der Hollenbek, weiter westlich verläuft sie parallel zum Bahndamm der ehemaligen Bahnstrecke Neumünster–Ascheberg.

### Gemeindegliederung
Die Gemeinde Ruhwinkel besteht aus den Ortschaften Ruhwinkel (mit den Wohnplätzen Altekoppel, Seeraden, Tanneneck, Vier und Vorhof), Bockhorn (mit den Wohnplätzen Beekskate, Drögenkuhlen und Eichholz), sowie Schönböken.

### Nachbargemeinden
Direkt angrenzende Gemeindegebiet von Ruhwinkel sind:
|                          | Wankendorf                                  | Belau |
| Schillsdorf, Rendswühren | Kompassrose, die auf Nachbargemeinden zeigt |       |
|                          | Bornhöved (Kreis Segeberg)                  |       |

### Geologie
Zum Ruhwinkeler Gemeindegebiet gehört der Fuhlensee. Dieser verlandet stetig und ist sehr schwer zugänglich. Das Gebiet um den Fuhlensee wurde 1983 als Naturschutzgebiet Fuhlensee und Umgebung ausgewiesen.

## Geschichte

### Gut Schönböken

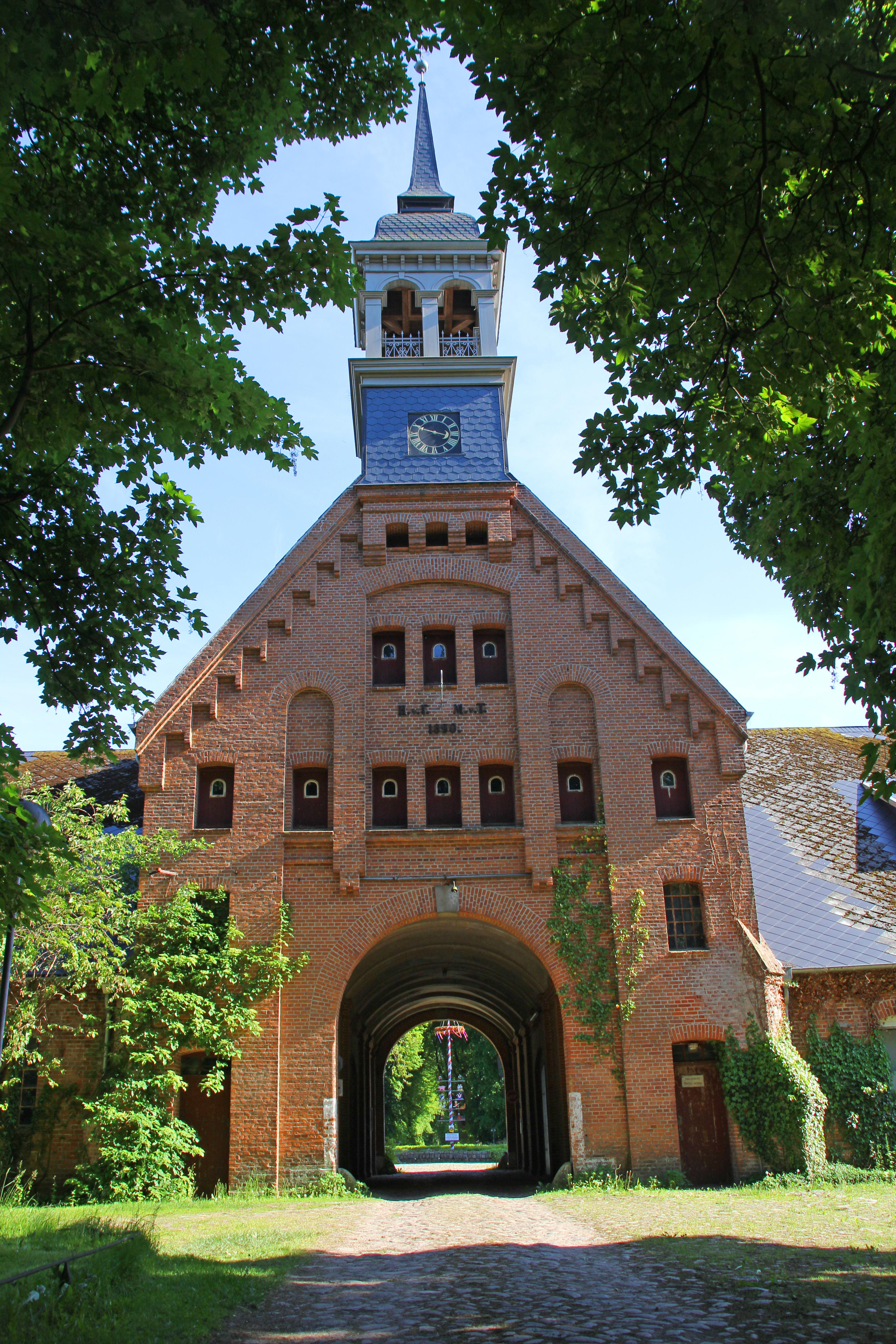
Torhaus des Gutes Schönböken

Schönböken wurde um 1800 als Meierhof vom Gut Perdoel gegründet und im Jahr 1806 in den Stand eines adeligen Gutes erhoben. In dieser Zeit wird Schönböken zusammen mit den Ortschaften Ruhwinkel und Belau von dem Gut Perdoel abgetrennt. Im Jahre 1936 erwarb die Wehrmacht das Gut. Sie richtete hier ein Remonteamt ein und baute dieses ab 1941 zu einem Forschungs- und Versuchsgestüt um. Nach Kriegsende bis 1951 wurden die Hofländereien des Gutes Schönböken in Land für Siedlungshöfe umgewandelt.
Das Herrenhaus wurde 1805 errichtet und erhielt bei dem Um- und Erweiterungsbau im Jahre 1870 seine heutige Gestalt. Das Herrenhaus wurde nach Kriegsende erst von der Deutschen Landmaschinenschule (DEULA) und später als Katastrophenschutzschule genutzt. Heute dient es der Zen-Vereinigung Deutschland als Veranstaltungsort. Das Herrenhaus ist neben dem Torhaus und dem Gutspark in der Denkmalliste des Landes Schleswig-Holstein als Kulturdenkmal eingetragenen.
Die Lindenallee Schönböken führt von der Bundesstraße B430 in einer Länge von über einem Kilometer und einem Bestand von annähernd 250 Linden direkt auf das Torhaus zu. Die Allee wurde 1856 angepflanzt und im Jahre 2010 vom Schleswig-Holsteinischen Heimatbund mit der Auszeichnung „Schöne Allee 2010“ gekürt.

### Gut Bockhorn
Bockhorn war bis in das 17. Jahrhundert ein bewaldetes Gebiet im Besitz des Gutes Perdoel. Hierin liegt wohl auch der Ursprung des Namens Bockhorn; Bock leitet sich von Buche ab, -horn bedeutet Winkel / Ecke. Von Mitte des 17. Jahrhunderts bis Anfang des 18. Jahrhunderts wurde in Bockhorn eine Glashütte betrieben. Für den Betrieb der Glashütten war ein gewaltiger Bedarf an Brennholz vonnöten. Hierfür wurde der Baumbestand auf Bockhorn weitestgehend gerodet.
Das so freigewordenen Land wurde in landwirtschaftliche Nutzflächen umgewandelt. Zwischen 1716 und 1726 wird Bockhorn als Meierhof angelegt und 1798 durch Verkauf vom Gut Perdoel getrennt. Im Jahr 1806 wird Bockhorn neben Schönböken in den Stand eines adeligen Gutes erhoben. Bis zur Übernahme durch Preußen 1867 war das Gut auch Patrimonialgericht.
In den Jahren 1957 bis 1958 wurde der Großteil der Hofländereien verkauft, um Siedlungshöfe zu errichten. Der Resthof befindet sich heute in Privatbesitz.
Das 1805 errichtete Herrenhaus wurde 2007 abgebrochen.

## Politik

### Gemeindevertretung
Bei der Kommunalwahl am 14. Mai 2023 wurden insgesamt elf Sitze vergeben. Von diesen erhielt der Bürgerverein Schönböken sieben Sitze und die Kommunale Wählergemeinschaft Ruhwinkel vier Sitze.

### Wappen
Blasonierung: „Von Silber und Gold durch einen mit sieben Lindenblättern besteckten grünen Sparren geteilt, unten ein linksgewendetes rotes Horn.“

## Wirtschaft  und Infrastruktur

### Ansässige Unternehmen
Die Gemeinde ist überwiegend landwirtschaftlich geprägt. Im Ortsteil Schönböken sind mehrere Gärtnereien ansässig. Überdies hat die Rinderzucht Schleswig-Holstein (RSH) eine Rinderbesamungsstation in Schönböken.

### Verkehr

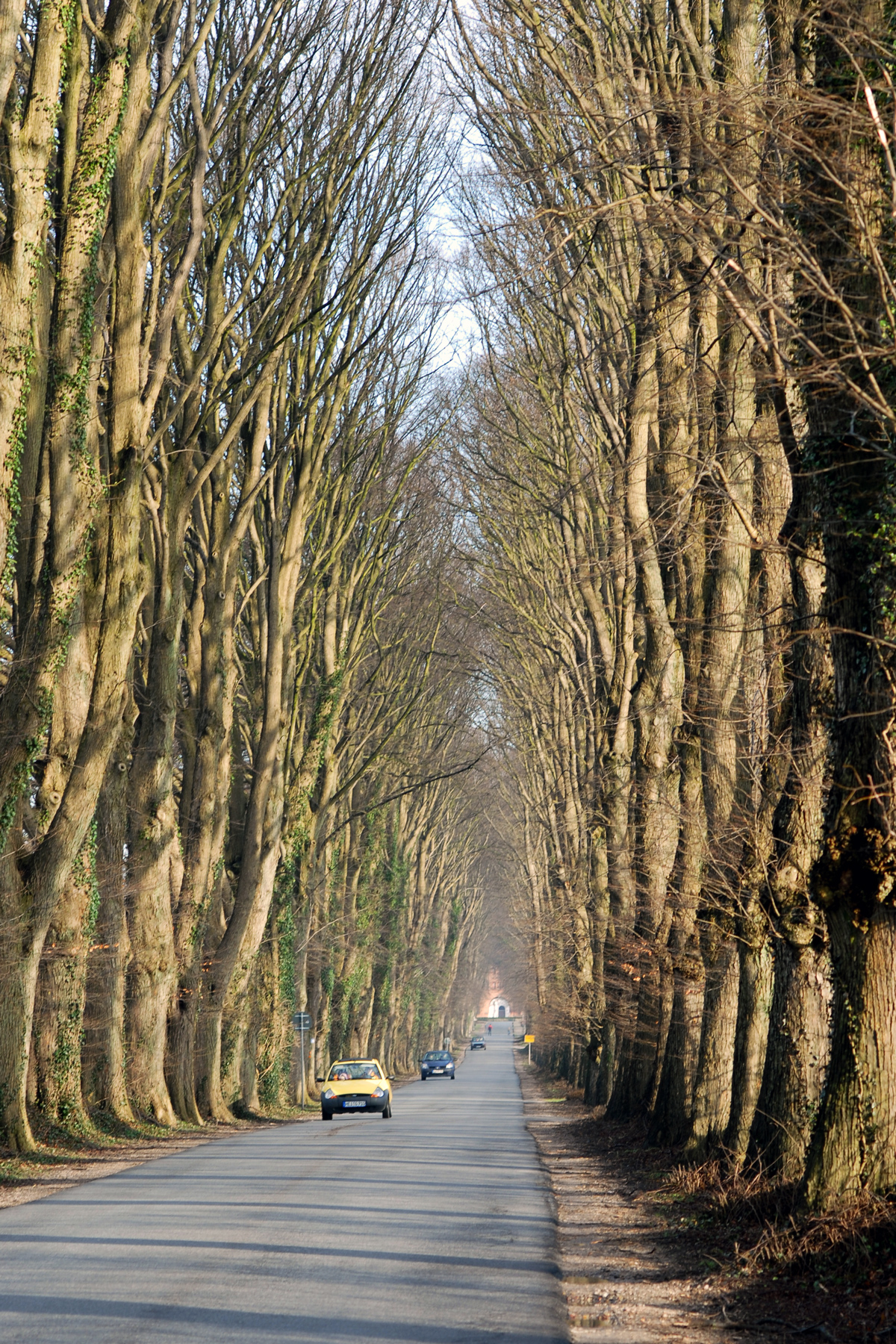
Allee bei Schönböken

Das Gemeindegebiet wird von der Bundesautobahn 21 von Kiel nach Bad Segeberg durchzogen.
Von 1911 bis 1961 besaß Ruhwinkel eine Bahnstation an der Kleinbahn Kiel–Segeberg. Deren Gleise wurden bereits 1962 entfernt.

## Veranstaltungen
Der Ortsteil Schönböken ist im Wechsel mit Jagel und der Süderauer Kohlscheune Veranstaltungsort der alljährlichen Schleswig-Holstein-Börse, einer Landestauschbörse des deutschen Clubs der Kugelschreibersammler. Ein Mitglied dieses Clubs ist der Schönbökener Manfred Weber, der  mit 186.227 Einzelstücken und 6500 doppelten Stiften (Stand Frühjahr 2014) über die größte private Kugelschreibersammlung Schleswig-Holsteins verfügt.

## Persönlichkeiten
- Ludwig Ross (1806–1859), Archäologe
- Bernhard Donner (1808–1865), Gutsbesitzer und Bankier
- Charles Roß (1816–1858), Kunstmaler
- Gustav Ross (1818–1861), Arzt, Orthopäde und Privatdozent
- Holten Fürchtegott Trepka (1818–1895), dänischer Offizier und Gutsbesitzer
- Iven Kruse (1865–1926), Schriftsteller und Heimatdichter
- Horst H. Kruse (* 1929), Professor für Amerikanistik